# Volucella xanthopygata
Volucella xanthopygata är en tvåvingeart som beskrevs av Charles Howard Curran 1928. Volucella xanthopygata ingår i släktet humleblomflugor, och familjen blomflugor. Inga underarter finns listade i Catalogue of Life.